# Pterotracheoidea
Pterotracheoidea is een superfamilie van weekdieren uit de klasse van de Gastropoda (slakken).

## Familie
- Atlantidae Rang, 1829
- † Bellerophinidae Destombes, 1984
- Carinariidae Blainville, 1818
- Pterotracheidae Rafinesque, 1814

### Synoniemen
- Firolidae Rafinesque, 1815 => Pterotracheidae Rafinesque, 1814
- Pterosomatidae Rang, 1829 => Carinariidae Blainville, 1818